# Bazzania fissifolia
Bazzania fissifolia là một loài rêu tản trong họ Lepidoziaceae. Loài này được (Stephani) Stephani ex Yasuda miêu tả khoa học lần đầu tiên năm 1911.